# 2300 Jackson Street
 (janvier 2017).
Si vous disposez d'ouvrages ou d'articles de référence ou si vous connaissez des sites web de qualité traitant du thème abordé ici, merci de compléter l'article en donnant les références utiles à sa vérifiabilité et en les liant à la section « Notes et références ».
Cet article concerne l'album des Jackson Five. Pour la chanson du même groupe, voir 2300 Jackson Street.
Albums de The Jackson Five
Victory
(1984)
Singles
1. Nothin' (That Compares 2 U)
Sortie : 27 janvier 1989
2. 2300 Jackson Street
Sortie : 16 mars 1989
3. Art of Madness
Sortie : 25 juin 1989

2300 Jackson Street est un album des Jacksons sorti en 1989.
C'est le dernier album studio du groupe et celui sur lequel ont participé le plus de membres de la famille Jackson.

## Histoire
Pour ce nouvel album, les Jacksons — composés de Jackie, Jermaine, Randy et Tito, après les départs de Michael et Marlon — décident de travailler avec de nouveaux producteurs comme Teddy Riley et Gene Griffin sur She et la chanson-titre, ainsi qu'avec l'équipe de L.A. Reid et Babyface sur le single Nothin' (That Compares 2 U). Par ailleurs, les Jacksons coproduisent quatre morceaux avec Attala Zane Giles, trois chansons sont produites par Michael Omartian (une en coproduction avec les Jacksons), tandis que Maria est produite par Jermaine. Ce titre dispose d'un solo d'harmonica par Lee Oskar du groupe War.
La chanson Private Affair est écrite et composée par la célèbre Diane Warren qui a collaboré avec de nombreux artistes comme Céline Dion, LeAnn Rimes, Toni Braxton, Britney Spears ou encore Christina Aguilera et Aerosmith.
La photo de couverture de l'album représente la maison d'enfance des Jacksons à Gary, dans l'Indiana, située dans une rue qui porte le même patronyme que celui de la famille, en hommage au président des États-Unis Andrew Jackson, et dont l'adresse a donné son titre à l'album.
2300 Jackson Street reçoit une bonne critique du milieu du R'n'B mais il est mal reçu par le public. Il est d'ailleurs l'album le moins vendu des Jacksons avec des ventes estimées à un demi million d'exemplaires à travers le monde.
Le groupe est ensuite lâché par son label puis dissout officiellement au début de l'année 1990. Jermaine retourne à sa carrière solo tandis que Randy, Tito et Jackie continuent dans la musique en tant que musiciens.

## Liste des titres
| 1.    | Art of Madness              | Jermaine Jackson, Michael Omartian, Bruce Sudano (en)       | Michael Omartian                               | 5:06 |
| 2.    | Nothin' (That Compares 2 U) | Babyface, L.A. Reid                                         | L.A. Reid, Babyface                            | 5:22 |
| 3.    | Maria                       | Jermaine Jackson, Paul Jackson Jr., Ray Grady               | Jermaine Jackson                               | 5:48 |
| 4.    | Private Affair              | Diane Warren                                                | Michael Omartian                               | 4:10 |
| 5.    | 2300 Jackson Street         | The Jacksons, Gene Griffin                                  | The Jacksons, Gene Griffin, Teddy Riley        | 5:06 |
| 6.    | Harley                      | The Jacksons, Attala Zane Giles                             | The Jacksons, co-produit par Attala Zane Giles | 4:24 |
| 7.    | She                         | Gene Griffin, Aaron Hall                                    | Gene Griffin, Teddy Riley                      | 5:01 |
| 8.    | Alright with Me             | Jackie Jackson, Jermaine Jackson, Tito Jackson, A. Z. Giles | The Jacksons, A. Z. Giles                      | 3:25 |
| 9.    | Play It Up                  | The Jacksons, A. Z. Giles                                   | The Jacksons, A. Z. Giles                      | 4:52 |
| 10.   | Midnight Rendezvous         | The Jacksons, A. Z. Giles                                   | The Jacksons, A. Z. Giles                      | 4:24 |
| 11.   | If You'd Only Believe       | Jermaine Jackson, Billie Hughes, Roxanne Seeman             | Michael Omartian, co-produit par The Jacksons  | 6:13 |
| 53:49 |                             |                                                             |                                                |      |

Vidéoclips (DVD)
| No | Titre                                        | Auteur                                                | Producteur(s)                           | Durée |
| -- | -------------------------------------------- | ----------------------------------------------------- | --------------------------------------- | ----- |
| 1. | Nothin' (That Compares 2 U) (Official Video) | Babyface, L.A. Reid                                   | L.A. Reid, Babyface                     | 4:10  |
| 2. | 2300 Jackson Street (Official Video)         | The Jacksons, Gene Griffin                            | The Jacksons, Gene Griffin, Teddy Riley | 4:32  |
| 3. | Art of Madness (Official Video)              | Jermaine Jackson, Michael Omartian, Bruce Sudano (en) | Michael Omartian                        | 5:09  |

## Crédits
(les chiffres entre parenthèses indiquent les pistes de l'album)
- Jackie Jackson : chant (5, 8, 10, 11), chœurs (1, 2, 6, 7, 9-11), percussions (10), claquements de doigts (11)
- Jermaine Jackson : chant (1-6, 8-11), chœurs (1-4, 6-11), percussion (3), claquements de doigts (11)
- Randy Jackson : chant (2, 5, 7), chœurs (1, 2, 6, 7, 9-11)
- Tito Jackson : chant (1, 5), chœurs (1, 2, 4, 6, 7, 9-11), effets sonores (6)

### Invités (famille Jackson)
- Janet Jackson, Marlon Jackson, Michael Jackson, Rebbie Jackson : chant (5)
- Autumn Joi Jackson, Jaimy Jackson, Jermaine Jackson Jr, Jeremy Jackson, Jourdynn Jackson (enfants de Jermaine) : chœurs (5)
- Brandi Jackson, Siggy Jackson (enfants de Jackie) : chœurs (5)
- Brittny Jackson, Marlon Jackson Jr, Valencia Jackson (enfants de Marlon) : chœurs (5)
- Taj Jackson, Taryll Jackson, TJ Jackson (enfants de Tito) : chœurs (5)
- Stacee Brown, Yashi Brown, Austin Brown (enfants de Rebbie) : chœurs (5)

### Musiciens
- Babyface  : claviers, guitare (2)
- Ran Ballard : programmation synthétiseur (6, 9)
- Eugene A. Booker, Jr. : claviers (3, 8)
- Alex Brown : chœurs (4, 8, 10)
- Erich Bulling : boîte à rythmes (1, 3, 8, 11), programmation synthétiseur (1, 3, 4, 8), effets sonores (8), synthétiseur (11)
- Paulinho da Costa : percussions (3, 9, 10)
- Lynn Davis : chœurs (4, 10)
- Nathan East : basse (9)
- Chuck Findley : trompette (9)
- Attala Zane Giles : boîte à rythmes et basse synthé (6, 9), claviers et programmation synthétiseur (9, 10)
- Ray Grady : voix (1)
- Gary Grant : trompette (9)
- Daniel Higgins : saxophone ténor (9)
- Paul Jackson, Jr.. : guitare (1, 3-5, 8-11)
- Rhett Lawrence  : programmation du Fairlight (5)
- Julius W. Linsey : synthétiseur (6)
- Jeff Lorber : synthétiseur, boîte à rythmes et programmation synthétiseur (6), claviers (8)
- Jonathan Moffett : batterie (8, 9)
- Don Myrick : saxophone (5)
- Michael Omartian : claviers (1, 4), boîte à rythmes (4), piano (11), programmation synthétiseur (11), claquements de doigts (11)
- Lee Oskar : harmonica (3)
- Donald Parks : programmation synthétiseur (2)
- Jeff Porcaro : batterie et boîte à rythmes (10)
- Bill Reichenbach Jr. : trombone (9)
- L.A. Reid : batterie et percussions (2)
- Teddy Riley : arrangement des instruments (5, 7)
- Gene Thomason : effets sonores (6)
- Larry Williams  : saxophone (1, 4, 9), programmation des cuivres (8), arrangement des cuivres (9)